# Жан Безстрашни
Жан Безстрашни (на френски: Jean sans Peur, на френски: Jean de Nevers; * 28 май 1371, Дижон, Франция; † 10 септември 1419, Монтро Фот Йон, Франция) е херцог на Бургундия от 1404 до смъртта си през 1419 г. По майчина линия наследява графствата Фландрия и Артоа, а като внук на крал Жан II е представител на френската кралска династия Валоа и за известно време е един от регентите на своя умствено болен братовчед Шарл VI.

## Живот

### Произход и младост
Жан е роден в бургундската столица Дижон. Той е син на Филип II Смели, малък син на френския крал Жан II от династията Валоа. Майка му, Маргарита III ван Мале, е дъщеря и наследница на графа на Фландрия Лодевейк ван Мале.
След смъртта на дядо си по майчина линия през 1384 г. Жан получава Графство Невер.
Още в ранна възраст той е сгоден за своята първа братовчедка Катрин дьо Валоа, дъщеря на френския крал Шарл V, но през 1385 г. се жени за Маргарете Баварска. Тя е дъщеря на баварския херцог Албрехт I, който е и граф на Холандия, Ено и Зеландия, като бракът има за цел да затвърди бургундските позиции в Нидерландия.

### Битка при Никопол
През 1395 г. Жан оглавява бургундските сили, включили се във водения от унгарския крал Сигизмунд Люксембургски кръстоносен поход срещу османците на Баязид I.
На 25 септември 1396 г. участва в решаващата Битка при Никопол. През ранното утро Сигизмунд изпраща своя велик маршал до Жан със съобщение, че неговите разузнавачи са забелязали турски авангард и го моли да отложи настъплението с 2 часа, за да могат в това време да се върнат разузнавачите и за да имат време да изучат месторазположението и числеността на турските войски. Жан обаче веднага напада и си спечелва прозвището Безстрашни (на френски: Sans-Peur), след като напада безстрашно турците. Заради личната му необмислена прибързаност самият той попада веднага в плен от турците. Те са готови да го убият, но неговият телохранител се хвърля на земята и започва да се моли на турците да пощадят живота на неговия господар. Така, въпреки своята нагласа за жестоко отмъщение, турците се оказват заинтересовани от богат откуп, който могат да получат за именития си пленник и съхраняват живота на френския командир. Виждайки пленяването на своя командир и последните френски рицари прекратяват съпротивата. Жан е освободен година по-късно, след като баща му Филип Смели изплаща огромен откуп на султана от 200 000 дуката през 1398 г.
Крал Сигизмунд Люксембургски, както се твърди, казва за французите: „Ако само ме бяха послушали... Имахме предостатъчно мъже да се бием с враговете си“.
Обратно във Франция Жан и неговите спътници се превръщат в истински герои, дотам че Бургундският дом вижда престижа си подобрен до такава степен, че впоследствие се превръща в годините 1420 -1460 в „един от основните центрове за възвисяване на идеала на кръстоносния поход и борбата срещу турската заплаха.“ Манията по кръстоносната литература свидетелства за този престиж. Всъщност в двора на Бургундия са създадени най-много романи, вдъхновени от по-ранни текстове или чрез създаване на оригинални произведения и въз основа на „паметта на северните владения“, отбелязва Жак Павиот.

### Конфликт с херцог Луи Орлеански
На 27 април 1404 г. умира херцог Филип Смели и Жан Безстрашни наследява Херцогство Бургундия и Графство Шароле, като предава Графство Невер на по-малкия си брат Филип. На 21 март следващата година умира и майка им и Жан става и граф на Фландрия, Артоа и Бургундия.
Още в началото на управлението си Жан Безстрашни влиза в конфликт със своя първи братовчед херцог Луи Орлеански, който прераства в Арманякско-бургундската война. Луи е херцог на Орлеан и по-малък брат на френския крал Шарл VI, който страда от засилващо се умствено заболяване. Херцог Жан Безстрашни и херцог Луи Орлеански се опитват да упражняват властта над Франция, принадлежаща на неспособния да управлява крал, като влизат в остро съперничество помежду си.

След поредица от интриги, при които дофинът Луи дьо Гиен, годеник на дъщерята на Жан, е последователно отвличан от двете враждуващи страни, Жан Безстрашни успява да издейства от краля да бъде определен за защитник на децата му. Това не му донася решителен превес и двете страни започват да си отправят открити заплахи, докато на 23 ноември 1407 г. Луи Орлеански е убит на улицата в Париж. Жан Безстрашни признава, че е организирал убийството, оправдавайки го с извършени от Луи Орлеански престъпления, но е принуден да напусне Париж. Той влиза във въоръжени сблъсъци с привържениците на Орлеан, но скоро си връща благоволението на краля. На 9 март 1409 г. в Шартър е сключено споразумение, с което кралят опрощава престъплението на херцога, а той се помирява публично със сина на Луи Шарл Орлеански. Малко по-късно Жан отново става защитник на дофина. 
Жан Безстрашни се опитва да затвърди позициите си, като през 1409 г. организира брака на своя наследник Филип с дъщерята на крал Шарл VI Мишел дьо Валоа, а през 1412 г. омъжва дъщеря си Маргьорит за наследника на френския трон – дофинът Луи дьо Гиен. В същото време той се стреми да спечели благоволението на френската кралица Изабела Баварска, като може би дори става неин любовник.

### Конфликт с дофина Шарл
На 10 септември 1419 г. на моста в Монтро Жан Безстрашни със своя ескорт пристига за дипломатическа среща с дофина Шарл. При тази среща той е убит от рицарите от свитата на дофина, оглавявани от граф Танги дьо Шател и виконт дьо Нарбон. Те отсичат лявата му ръка, с която той инстинктивно се предпазва от удара, а след това му разбиват черепа. Същите рани със същото оръжие са нанесени преди 12 г. на херцог Луи Орлеански.

## Брак и потомство
Жан се жени на 12 април 1385 г. на двойната сватба в Камбре за по-голямата с осем години Маргарита Баварска (1363 – 1423), дъщеря на Албрехт I, херцог на Щраубинг-Холандия, граф на графство Холандия, Зеландия и Хенегау също господар на Фризия, и първата му съпруга Маргарита Бжеска († 1386), дъщеря на херцог Лудвиг I от Лигнитц и внучка на бохемския крал Вацлав II. На същия ден Маргарита Бургундска (1374 – 1441), сестра на Жан Безстрашни, се жени за брата на Маргарита Баварска, Вилхелм II Баварски.
Жан Безстрашни и Маргарита Баварска имат осем деца. Дъщерите им получават добро образование и за петте сестри съвременниците казват че са „обикновени, като сови", които са израснали в „топла семейна атмосфера“ в херцогската резиденция, разположена в Бургундия; всички те са близки с тяхната баба по баща – графиня Маргарита Фландърска.
- Маргарита (* 1393 † 1441), ∞ 1) Луи дьо Валоа, херцог на Гиен, 2) Артур III Бретански
- Екатерина (†1414)
- Мария (* 1393 † 1463) ∞ 1406 Адолф II, граф на Клев и Марк
- Изабела (* 1395 † 1412) ∞ Оливие дьо Шатийон, граф на Пентиевър
- Филип III Добрия (* 1396 † 1467) ∞ 1) Мишел дьо Валоа (* 1395 † 1422), 2) Бона д’Артоа (* 1396 † 1425), 3) Изабела Португалска (* 1397 † 1471)
- Жана (* 1399 † 1406)
- Ана (* 1404 † 1432) ∞ Джон от Ланкастър, херцог на Бедфорд
- Агнес (* 1407 † 1476) ∞ Шарл I дьо Бурбон (* 1401 † 1456)

- Дъщерите с гербове
- Маргарита дьо Гиен
- Мария дьо Клев
- Изабела дьо Пентиевър
- Ана, херцогиня на Бедфорд
- Агнес дьо Бурбон